# Transmittance
La transmittance, en général, est le rapport caractérisant la transmission d'une grandeur dans un système. Elle se calcule par le rapport entre la grandeur en entrée et en sortie. Elle s'exprime couramment en pourcentage (0 % pour un matériau opaque).
Le terme transmittance appartient plutôt au domaine anglophone. Les textes francophones préfèrent souvent d'autres expressions comme facteur de transmission.

## Optique

Exemple : opacité de l'atmosphère selon la longueur d'onde des ondes électromagnétiques (dont la lumière visible), entre l'Espace et le sol terrestre.
Plus rigoureusement, ce schéma présente, exprimé en pourcentage ; on lira 100 % pour une transmittance nulle (opacité infinie).

En optique, la transmittance ou coefficient de transmission d'un système optique est le rapport entre l'intensité du rayonnement transmis à l'intensité incidente. Cette définition par l'intensité transmise implique un flux spéculaire.
En notant I0 l'intensité incidente et I l'intensité transmise, alors la transmittance vaut :
{\displaystyle T={\frac {I}{I_{0}}}.}
Dans un instrument d'optique on peut définir un facteur de transmission par le rapport entre la luminance transmise et la luminance incidente.
Quand on considère le rayonnement diffus, on définit la transmittance ou facteur de transmission comme la fraction du flux lumineux ou flux énergétique incident qui est transmise,. Dans le domaine de la sensitométrie, en photographie, ce rapport peut s'appeler transparence, l'inverse de l’opacité. On peut si nécessaire distinguer le flux spéculaire du flux diffus.
La transmittance peut être mesurée sur l'ensemble du domaine visible ou autour d'une longueur d'onde donnée. La distribution des transmittances selon la longueur d'onde dans une lame homogène non diffusante, c'est-à-dire un filtre, est le facteur de transmission interne spectral. La variation du facteur de transmission dans le domaine visible détermine la couleur du filtre. 
En spectrométrie, la transmittance est liée à l'absorbance par :
{\displaystyle T=10^{-A}}, c'est-à-dire {\displaystyle A=-\log T}.
La densité optique est définie exactement de la même façon, :
{\displaystyle T=10^{-D}}, c'est-à-dire {\displaystyle D=-\log T}.

## Biologie
La transmittance d'un produit à travers un organe ou un autre élément biologique est le rapport entre la quantité présente par unité de temps à l'entrée et la quantité présente en sortie. Par exemple on peut calculer la transmittance de la créatinine du rein.

## Électronique et automatique
En électronique la transmittance est équivalente à la fonction de transfert.
Quand on considère le logarithme de la proportion de la puissance transmise, le plus souvent exprimé en décibels, on parle d’atténuation et de gain. Les télécommunications par fibre optique suivent la même convention, et la densité optique par transmission est le logarithme décimal de l'inverse du facteur de transmission, comme en sensitométrie.

## Transmittance thermique
L'isolation thermique des parois évalue une transmittance thermique ou coefficient de transmission thermique qui est le « quotient de la norme du flux thermique φ par la valeur absolue de la différence de température ΔT ». L'expression « transmittance thermique » est surtout utilisée en technologie des bâtiments. Contrairement aux autres transmittances, qui sont sans dimension, la transmittance thermique est de dimension M.T-3.Θ-2 et son unité SI est le watt par mètre carré kelvin (W.m-2.K-1).